# 物种分布模型
物种分布模型（species distribution model, SDM）又称环境生态位模型(environmental niche model, ENM)、生境适宜度模型(habitat suitability model, HSM)、潜在生境分布模型(potential habitat distribution model, PHDM)，通过算法对物种分布信息和环境变量数据进行定量分析，从而估计物种生存所需的温度、降水、土壤、植被等环境条件, 模拟物种潜在的地理分布以及全球气候变化对物种分布的影响, 是生态学、生物地理学、进化生物学、保护生物学中常用的一种研究方法。